# Дьярфаш, Миклош
Миклош Дьярфаш (Дярфаш; венг. Gyárfás Miklós; 6 декабря 1915, Дьёр, Австро-Венгрия — 5 октября 1992, Будапешт, Венгрия) — венгерский драматург.

## Биография
Начинал свою карьеру в театре как актёр, в 1948 году опубликовал первую пьесу «Озорной апостол» (венг. Vásott apostol). На протяжении 1950—70-х годов работал со многими венгерскими театрами. В 1954 году был удостоен премии имени Аттилы Йожефа.
С 1986 года возглавлял Театр имени Пётефи в Веспреме.

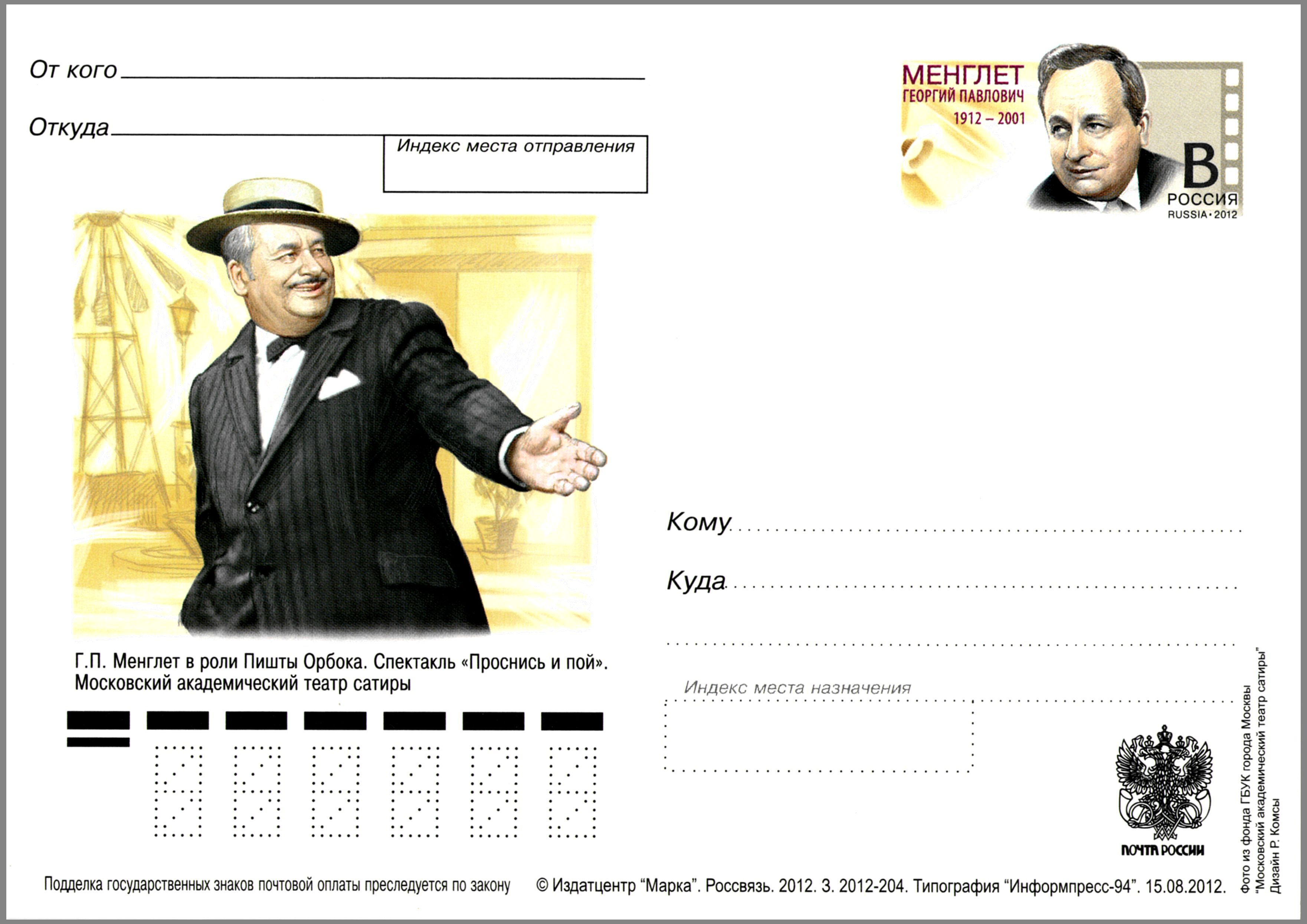
Проснись и пой! Георгий Менглет в роли Пишты Орбока. Почтовая карточка, Россия, 2012 г.,.

В СССР был известен благодаря спектаклю «Проснись и пой!», поставленному в 1970 году в Московском театре сатиры Александром Ширвиндтом и Марком Захаровым и вышедшему в 1974 году на экраны в качестве телеспектакля.
По сценарию М. Дьярфаша в 1965 году на студии «Мафильм» снят фильм «История моей глупости» режиссёра Мартона Келети.